# 流行性羊流産
流行性羊流産（りゅうこうせいひつじりゅうざん、英:enzootic ovine abortion）とは、Chlamydophila abortus感染を原因とする感染症。日本では家畜伝染病予防法において届出伝染病に指定されており、対象動物は羊。世界中に分布し、飼料や水を介して感染する。胎盤炎を引き起こし、流産、死産を起こす。ビブリオ症との類症鑑別が必要。